# 娜塔莎·茲韋列娃
娜塔莎·马拉塔芙娜·茲韋列娃（羅馬化：Natallya Maratavna Zvereva，1971年4月16日—），生于明斯克，白俄罗斯职业网球运动员，曾获得1988年法国网球公开赛亞軍，負於90年代天后施特菲·格拉芙。
茲韋列娃在雙打方面是十分的傑出，奪得18個大滿貫雙打冠軍（澳網3個、法網6個、溫布頓5個、美網4個）。
她是蘇聯第一位要求保有比賽獎金的運動員。

## 大滿貫

### 女單亞軍（1）
| 年份 | 比賽 | 場地 | 決賽對手 | 國籍 | 勝方比分 |
| ---- | ---- | ---- | -------- | ---- | -------- |
| 1988 | 法網 | 紅土 | 格拉芙   | 西德 | 6-0, 6-0 |

## 外部連結
- Natasha Zvereva | International Tennis Hall of Fame（英文）
- 娜塔莎·茲韋列娃的国际女子网球协会官方資料（英文）
- 娜塔莎·茲韋列娃的國際網球總會 職業／青少年 官方資料（英文）
- Fed Cup - Player profile - Natalia ZVEREVA (BLR) （页面存档备份，存于）